# پروانه (برخوار)
پروانه، روستایی از توابع بخش حبیب‌آباد شهرستان برخوار در استان اصفهان ایران است.

## جمعیت
این روستا در دهستان برخوار شرقی قرار دارد و براساس سرشماری مرکز آمار ایران در سال ۱۳۸۵، جمعیت آن ۲۰۲ نفر (۵۳خانوار) بوده‌است.